# Борис Спиров (лекар)
 Тази статия е за политика комунист.  За политика земеделец вижте Борис Спиров.  
Борис Спиров Костов е лекар, български и югославски комунистически деец и политик, председател на Народното събрание на Народна Република Македония през 1946 – 1947 година.

## Биография
Роден в кичевското село Бърждани, Борис Спиров учи в началното училище в родното си село и завършва българската прогимназия в Кичево. Заминава в София при брат си Никола и постъпва в гимназия. Участва в Първата световна война. През 1916-1918 година на Солунския фронт в района на Битоля участва в отбраната на позициите около котите 1248 и 1050.
След войната се завръща в София, където завършва гимназия през 1919 година. Заминава да следва медицина първоначално в Карловия университет в Прага, а после - в Лайпцигския университет, в който се дипломира през 1928 година.
Завръща се в България и от октомври 1928 до май 1929 година е държавен лекар в Горна Митрополия. Впоследствие става общински и районен лекар в Плевен, където отваря и частна практика.
През междувоенния период Борис Спиров политически се ориентира към ВМРО (обединена), а по-късно попада в комунистически среди. Като член на БКП след 1941 година активно участва в действията срещу властта. Арестуван е и е интерниран в село Скрино, Дупнишка околия, където става ятак на местните партизани. През май 1943 година е арестуван отново и е осъден на смърт. Смъртната му присъда през януари 1944 година е заменена с доживотен затвор. Излежава присъдата си в Плевенския затвор, където се запознава с Лазар Колишевски. Сближават се с него и по-късно става кум при брака му с Лиляна Чаловска.
След 9 септември 1944 година Спиров става временно кмет на Плевен. След това се включва в Народоосвободителна бригада „Гоце Делчев“ и заминава за Югославска Македония, където бързо е издигнат на ръководни постове при новия режим. На 27 октомври 1944 година е включен в Президиума на АСНОМ и назначен за Началник на здравеопазването към Поверенството (министерството) за социална политика, народно здраве и изхрана, а от 30 декември 1944 година е избран за първи секретар на Президиума на АСНОМ, преобразуван през април 1945 година в Президиум на Народното събрания на Демократична Федерална Македония. През април 1946 година става министър на социалните грижи на ДФМ. В края на годината е избран за председател на Народното събрание. Под негово ръководство на 31 декември 1946 година е провъзгласена първата конституция на Народна Република Македония.
Скоро обаче поради несъгласията си с тогавашния югославски режим започва да губи авторитет. На 25 декември 1947 година е принуден да подаде оставка от председателството на Народното събрание. След това до 1950 година е зам. председател на президиума на НС. Спиров е редовен професор по вътрешни болести от 1947 до 1956 година в Медицинския факултет на Скопския университет. На 30 май 1948 година се оттегля от ръководството на основаното през 1945 година от него Македонско лекарско дружество. Борис Спиров е заместник-декан на Медицинския факултет в Скопие от 1951-1952 година и шеф на Централната медицинска библиотека през 1952-1956 година.
В началото на 60-те години на XX век Спиров пропагандира идеята за основаване на музей на история на медицината. Неговите първоначални дейности са прекъснати от катастрофалното земетресение в Скопие през 1963 година. След пенсионирането си по това време работи на частна практика в Скопие. В средата на 60-те години се преселва в България, където прекарва последните години от живота си. През 1966 година. Президиумът на Народното събрание на НРБ награждава Борис Спиров с орден „9-ти септември“. Д-р Спиров и съпругата му получават и българско гражданство. Признати са също за активни борци против фашизма и капитализма в България. Умира след продължително и тежко боледуване в София през 1974 година. По желание на семейството му е погребан в Плевен.

## Фамилия
Борис Спиров е роден в Бърждани в семейството на Спиро Костов и Стойна (по рожд. Пейова). Роден е като близнак със сестра си Борянка. След тях се раждат един брат - Никола и две сестри - Стефанка и Йовка. Борис Спиров се оженва в Плевен през 1936 година за Вера Кирова (неизв. - 1981), от която има две дъщери - Искра (1936 – 2008, по мъж Грабул) и Доля (р. 1938 г.).